# ノック・オン・ウッド
「ノック・オン・ウッド」（Knock on Wood）は、エディ・フロイドが1966年に発表した楽曲。ビルボードのR&Bチャートで1位を記録した。また、エイミー・スチュワートのカバー・バージョンは全米1位を記録した。

## 概要
作詞作曲はエディ・フロイドとスティーヴ・クロッパー。二人は、スタックス・レコードで仕事をする黒人ミュージシャンの多くが定宿にしていたロレイン・モーテル（現・国立公民権博物館）で本作品を書いた。クロッパーによれば書いたのは嵐の夜で、その光景がそのまま歌詞に反映されたという。
フロイドはオーティス・レディングのための曲として、ブッカー・T&ザ・MG'sの面々とウェイン・ジャクソン（トランペット）、アンドリュー・ラヴ（テナー・サックス）、フロイド・ニューマン（バリトン・サックス）ともにレコーディング。しかしこれを聴いたアトランティック・レコードのジェリー・ウェクスラーはスタックスのジム・スチュワートにフロイドのバージョンをそのまま出すよう説得。
1966年7月13日にシングルとして発表されると、ビルボード・Hot 100の28位、R&Bチャートの1位を記録し大ヒットとなった。イギリスでは19位を記録した。
1967年発売のアルバム『Knock on Wood』に収録された。

## カバー・バージョン
- ウィルソン・ピケット - 1966年のアルバム『The Wicked Pickett』に収録。
- ザ・キャピトルズ - 1966年のアルバム『We Got a Thing That's in the Groove』に収録。
- オーティス・レディング&カーラ・トーマス - 1967年のアルバム『King & Queen』に収録。
- シュレルズ - 1967年のライブ・アルバム『Spontaneous Combustion』に収録。
- アーチー・ベル&ザ・ドレルズ - 1968年のアルバム『Tighten Up』に収録。
- ハーパース・ビザール - 1969年のアルバム『Harpers Bizarre 4』に収録。
- デヴィッド・ボウイ - 1974年のライブ・アルバム『David Live』に収録。シングルカットされ、イギリスで10位を記録した。
- シェール - 1976年のアルバム『I'd Rather Believe in You』に収録。
- メラニー - 1978年のアルバム『Phonogenic – Not Just Another Pretty Face』に収録。
- エイミー・スチュワート - 1979年のシングル。全米1位を記録した。ディスコ・ブームに乗り、カナダで1位、イギリスで6位、フランスで2位、オーストラリアで2位、西ドイツで13位、スイスで2位を記録するなど世界的にヒットした。エイミー・スチュワートのバージョンはLGBTコミュニティでとりわけ愛され、現在「ゲイ・アンセム」の一つとして知られている[2]。
- エリック・クラプトン - 1985年のアルバム『ビハインド・ザ・サン』に収録。
- 桑田佳祐 - チャリティーコンサート Act Against AIDS 2003「栄光の DISCO ＆ SOUL」で歌う。
- エマ・ストーン - 2010年の映画『小悪魔はなぜモテる?!』で歌う。